# Пшерва-Тетмайер, Казимеж
Кази́меж Пше́рва-Тетма́йер (Казимеж Тетмайер, пол. Kazimierz Przerwa-Tetmajer; 12 февраля 1865, Людзьмеж, Подгалье — 18 января 1940, Варшава) — польский поэт, прозаик, драматург.

## Биография
Отец — участник восстаний 1831 и 1863 годов. Младший брат художника Влодзимежа Тетмайера. Гимназию окончил в Кракове, куда переехал с родителями в 1883 году. Учился на философском отделении Ягеллонского университета (1884—1889). Завязал дружеские отношения с Люцианом Рыделем и Станиславом Эстрайхером. Сотрудничал с газетами и журналами «Tygodnik Ilustrowany» (с 1888), «Kurier Warszawski» (с 1889), «Czas» (с 1893). Печатался в журнале «Życie».
В 1895 году жил в Гейдельберге в качестве секретаря Адама Красиньского. Путешествовал по Италии, Швейцарии, Франции, Германии. После Первой мировой войны жил в Кракове, Закопане, затем обосновался в Варшаве. В 1921 году был избран председателем Общества польских писателей и журналистов (Towarzystwo Literatów i Dziennikarzy Polskich). В 1934 году стал почётным членом Польской литературной академии (Polska Akademia Literatury).
Потеря зрения и тяжёлое психическое заболевание прервали литературную и общественную деятельность Тетмайера. В январе 1940 году был выброшен немцами из гостиницы «Hotel Europejski», в которой постоянно проживал. Умер в больнице младенца Иисуса в Варшаве.
Был похоронен в Закопане на Кладбище на Пенсковым Бжиску.

## Творчество
Дебютировал поэмой в прозе «Illa» (1886). Награждался литературными премиями за стихотворения в честь Адама Мицкевича (1888) и Ю. И. Крашевского (1889). Популярность принесли сборники стихов «Poezje» (Краков, 1891), «Poezje. Seria druga» (Краков, 1894), «Poezje. Seria trzecia» (Варшава, 1898).
По мотивам фольклора польских горцев создал цикл рассказов «На Скалистом Подгале» («На скалистом Подгалье»; 1903—1910), в которых воспроизвёл подгальский говор. Ныне этот цикл считается лучшим произведением Тетмайера. К циклу примыкает исторический роман «Легенда Татр» (т. 1—2, 1910—1911) о крестьянских восстаниях и войнах середины XVII века. Роман «Конец эпопеи» (т. 1—4, 1913—1917) посвящён эпохе Наполеона и войне 1812 года.
Автор трёх драм — «Завиша Чёрный» (1901), «Революция» (1906), «Иуда» (1917).
Прозаические произведения переведены на русский язык.

## Образ в искусстве
Польский кинорежиссёр Яцек Копрович снял о Тетмайере биографический фильм Предназначение (1983, см.: ).